# Sega Meganet

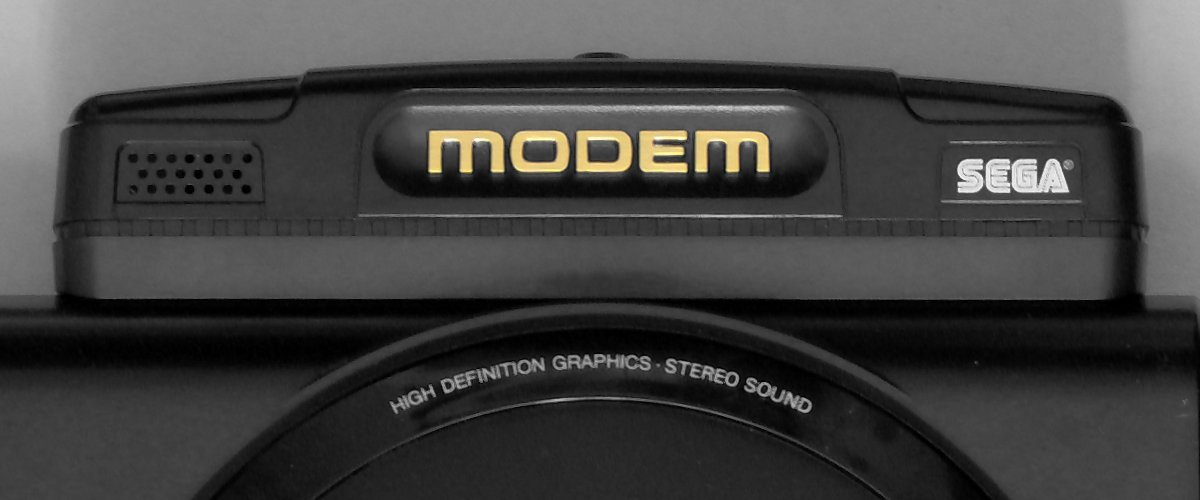
Megamodem bevestigd aan een Mega Drive

Sega Meganet was een netwerkdienst in Japan speciaal voor gebruikers van de Mega Drive. Het netwerk werd ontwikkeld door Sega en debuteerde in 1991.
Om van het netwerk gebruik te maken, moesten spelers een Mega Modem (modem met een snelheid van 1.600 tot 2.400 bit/s) vastmaken aan de DE-9-poort op de achterkant van de Mega Drive. Via Meganet waren nieuwe spellen te downloaden en was het mogelijk online tegen andere spelers te spelen.
Het netwerk was weinig succesvol en werd uiteindelijk uit de lucht gehaald. Er waren plannen voor een soortgelijk netwerk in Noord-Amerika genaamd Telegenesis (Genesis was de Amerikaanse handelsnaam voor de Mega Drive), maar deze plannen gingen niet door. Toen de Mega Drive II, een bijgewerkte versie van de spelcomputer, verscheen in 1993 had Sega hier de DB-9-poort geschrapt in het ontwerp. Het was daardoor technisch onmogelijk om met dit model te verbinden met de dienst.
Enkele spellen ontwikkeld voor Meganet zijn Phantasy Star II, Sonic Eraser (een Sonic the Hedgehog/Columns crossover), en een Mahjong-titel.
In 1995 werd de dienst opgestart in Brazilië. Hier werden meer spellen aangeboden, waaronder titels als Mortal Kombat II en FIFA Soccer '95.